# Epica VS Attack on Titan Songs
Epica VS Attack on Titan Songs è il secondo EP del gruppo musicale olandese Epica, pubblicato il 20 dicembre 2017 dalla Ward Records.

## Descrizione
L'EP è costituito da quattro brani riadattati dalle principali sigle di apertura dell'anime L'attacco dei giganti e dalle corrispettive versioni strumentali. Secondo quanto dichiarato dal chitarrista Isaac Delahaye, è stato lo stesso Revo dei Linked Horizon, ossia il compositore delle sigle originali, a chiedere agli Epica di riadattarle, essendo un loro grande fan e volendole ascoltare nel loro stile. Delahaye ha anche affermato che, secondo lui, il disco rappresenta uno degli esempi di come gli Epica adorino realizzare cose «al di fuori degli schemi», fatto ribadito anche dalla cantante Simone Simons.
Essendo stati orientati dalla natura delle originali, le cover presenti nell'EP presentano un'attitudine molto più symphonic power rispetto al resto della discografia degli Epica, sebbene i critici specializzati abbiano rilevato comunque la presenza di passaggi progressive, melodic death e thrash/groove.

## Pubblicazione
L'EP è stato distribuito in un primo momento per il solo mercato giapponese attraverso la Ward Records. Il 18 maggio 2018 gli Epica hanno annunciato la sua ripubblicazione nel mercato internazionale per il 20 luglio dello stesso anno attraverso la Nuclear Blast, rendendo disponibile come anticipazione il brano d'apertura Crimson Bow and Arrow. Il 22 giugno è stato pubblicato come secondo singolo If Inside These Walls Was a House, mentre il giorno stesso della pubblicazione internazionale dell'EP, invece, è stata diffusa a scopo promozionale la traccia Dedicate Your Heart!.

## Tracce
Musiche di Revo.
1. 紅蓮の弓矢 / Crimson Bow and Arrow – 5:42 (testo: Mark Jansen)
2. 自由の翼 / Wings of Freedom – 5:34 (testo: Coen Janssen)
3. もしこの壁の中が一軒の家だとしたら / If Inside These Walls Was a House – 3:43 (testo: Simone Simons)
4. 心臓を捧げよ! / Dedicate Your Heart! – 5:40 (testo: Mark Jansen, Simone Simons)
5. 紅蓮の弓矢 / Crimson Bow and Arrow (Instrumental) – 5:42
6. 自由の翼 / Wings of Freedom (Instrumental) – 5:33
7. もしこの壁の中が一軒の家だとしたら / If Inside These Walls Was a House (Instrumental) – 3:43
8. 心臓を捧げよ! / Dedicate Your Heart! (Instrumental) – 5:40

## Formazione
Gruppo
- Simone Simons – voce principale, cori
- Mark Jansen – grunt, chitarra ritmica
- Isaac Delahaye – chitarra solista, ritmica e acustica
- Coen Janssen – sintetizzatore, pianoforte, glockenspiel, campane tubolari, rullante orchestrale, tom orchestrali, timbales, conga, bongo, piatti orchestrali, djembe, darabouka, gong, piatto sospeso, tamburello, chimes, grancassa, cimbalini a dita, campionamenti ed effetti aggiuntivi, arrangiamenti orchestrali e del coro
- Rob van der Loo – basso, rullante orchestrale, tom orchestrali, timbales, conga, bongo, piatti orchestrali, djembe, darabouka, gong, piatto sospeso, tamburello, chimes, grancassa, cimbalini a dita
- Ariën van Weesenbeek – batteria

Altri musicisti
- Marcela Bovio, Linda Janssen – cori
- Maria van Nieukerken – direzione del coro Kamerkoor PA'dam
- Aldona Bartnik, Gonnie van Heugten, Alfrun Schmidt, Annemieke Klinkenberg-Nuijten, Dagmara Siuty – soprani
- Karen Langendonk, Coosje Schouten, Annette Stallinga, Annette Vermeulen – contralti
- Koert Braches, Henk Gunneman, René Veen, Daan Verlaan – tenori
- Angus van Grevenbroek, Jaf Hoffmann, Job Hubatka, Peter Scheele – bassi
- Ben Mathot – primo violino, violino solista
- Marleen Wester, Ian de Jong – primi violini
- Judith van Driel, Floortrje Beljon, Loes Dooren – secondi violini
- Laura van der Stoep, Frank Goossens – viole
- René van Munster, David Faber – violoncelli
- Jurgen van Nijnatten, Marnix Coster – trombe
- Henk Veldt, Alex Thyssen – corni francesi
- Paul Langerman – trombone
- Lennart de Winter – trombone, trombone basso
- Jeroen Goossens – legni (flauto, ottavino, flauto indiano, shakuhachi, low whistle, flauto dolce, clarinetto, fagotto)
- Thijs Dapper – oboe, oboe d'amore
- Joost van den Broek – rullante orchestrale, tom orchestrali, timbales, conga, bongo, piatti orchestrali, djembe, darabouka, gong, piatto sospeso, tamburello, chimes, grancassa, cimbalini a dita, campionamenti ed effetti aggiuntivi, arrangiamenti orchestrali
- Igor Hobus – rullante orchestrale, tom orchestrali, timbales, conga, bongo, piatti orchestrali, djembe, darabouka, gong, piatto sospeso, tamburello, chimes, grancassa, cimbalini a dita

Produzione
- Joost van den Broek – produzione, ingegneria del suono, montaggio, missaggio
- Epica – produzione
- Jos Driessen – ingegneria del suono, montaggio
- Darius van Helfteren – mastering

## Classifiche
| Classifica (2018)          | Posizione massima |
| -------------------------- | ----------------- |
| Austria                    | 53                |
| Francia                    | 163               |
| Germania                   | 48                |
| Giappone                   | 82                |
| Regno Unito (independent)  | 7                 |
| Regno Unito (rock & metal) | 3                 |
| Stati Uniti (heatseekers)  | 9                 |
| Stati Uniti (independent)  | 27                |
| Svizzera                   | 15                |